# در برادوی (فیلم)
در برادوی (به انگلیسی: On Broadway) فیلمی محصول سال ۲۰۰۶ و به کارگردانی دیو مکلافلین است. در این فیلم بازیگرانی همچون جوئی مک‌اینتایر، الیزا دوشکو، مایک اومالی، شان لاولر، ویل آرنت، ایمی پولر، لنس گرین، رابرت والبرگ، جیل فلینت و اندرو کانلی ایفای نقش کرده‌اند.